# World Wide Suicide
World Wide Suicide è stato il primo singolo estratto dall'omonimo album dei Pearl Jam, uscito il 2 maggio 2006. Il testo della canzone denota rabbia nei confronti della guerra in Iraq e il governo statunitense.
Verso la fine di febbraio la band fece un video di 15 secondi disponibile su internet, che fu poi trasmesso da numerose radio nordamericane. Quest'assaggio rivelò subito un sound hard rock e un ritorno alla dominanza vocale di Eddie Vedder, come nei precedenti album. La prima uscita radio avvenne sulla stazione KNDD di Seattle il 3 marzo 2006. Il 6 marzo la canzone poteva essere scaricata gratuitamente dal sito ufficiale della band, mentre il giorno successivo fu messo in onda alle radio. Da questo giorno fino al 12 marzo la canzone fu trasmessa circa 1900 sulle stazioni americane di rock moderno, rendendola la canzone di genere alternative rock che si è diffusa più velocemente negli USA in tutto il 2006. Il 14 marzo il singolo fu messo in vendita nei negozi online, in formato digitale, accompagnato dalla b-side Unemployable, contenuta anch'essa nel nuovo album.
Entrò al numero 3 della Alternative Songs di Billboard, una delle migliori entrate in classifica del gruppo, e raggiunse il numero uno della classifica, rendendola il primo numero uno da Who You Are (1996) in questa classifica, e il primo in qualsiasi chart da Given to Fly. Divenne il primo singolo numero uno nelle classifiche delle radio canadesi, senza che fosse supportato dalla vendita del singolo in formato CD, ma solo in formato digitale.
Il 15 aprile 2006 al Saturday Night Live i Pearl Jam la suonarono per la prima volta dal vivo, in quella che fu anche la prima apparizione del gruppo a questo programma dal 1994. Il 19 aprile 2006 la canzone fu riprodotta in un episodio di CSI: NY. World Wide Suicide fu trascritta nel numero di ottobre 2006 di Guitar World. Rolling Stone la collocò al numero 11 della classifica delle "100 migliori canzoni del 2006", mentre il New York Post la mise al numero 54 nella classifica delle "206 migliori canzoni da scaricare"

## Video musicale
Il video della canzone fu diretto da Danny Clinch. Nel video si può ammirare la band suonare in uno studio e un ballerino cileno danzante, Sebastiàn Gonzàlez, 25 anni, conosciuto durante la precedente tournée in Sud America. Questa parte del video fu registrata nei bagni dello stadio San Carlos de Apoquindo (Santiago, Cile), dove i Pearl Jam suonarono una delle tappe cilene del tour.

## Formato e tracklist
Formato digitale
1. "World Wide Suicide" (Vedder) – 3:29
2. "Unemployable" (Cameron, McCready, Vedder) – 3:04